# Marathon van Londen 2015

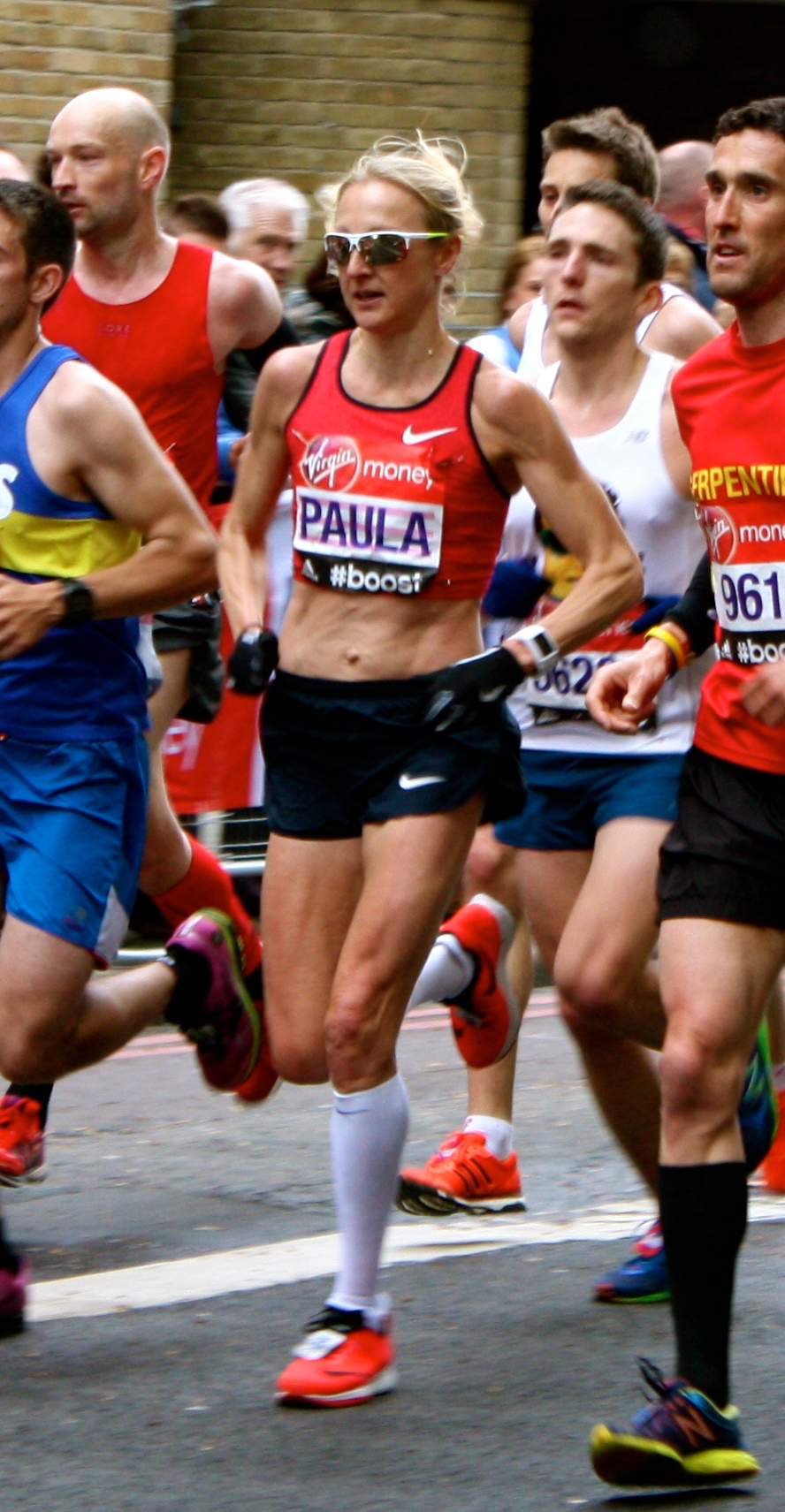
Paula Radcliffe tijdens de Marathon van Londen 2015.

De Marathon van Londen 2015 werd gehouden op zondag 26 april 2015. Het was de 35e editie van deze marathon. De loop was de derde uit de serie van World Marathon Majors van het jaar. De elitevrouwen werden met voorsprong weggeschoten, de andere atleten volgde daarna.
De Keniaan Eliud Kipchoge kwam als eerste man over de finish in een tijd van 2:04.42. Hij won hiermee $ 155.000 aan prijzengeld. Hij bleef zijn landgenoot Wilson Kipsang slechts vijf seconden voor. De derde plek was voor de regerend wereldrecordhouder Dennis Kimetto. De eerste vrouw die de finish passeerde was de Ethiopische Tigist Tufa in een tijd van 2:23.22. Het was de tweede keer dat een Ethiopische de wedstrijd op haar naam schreef na de overwinning van Derartu Tulu in 2001. De Britse Paula Radcliffe liep ook mee. Ze maakte vooraf bekend dat dit haar laatste marathonwedstrijd zou zijn. Ze startte niet met de elitevrouwen, maar met de mannen, en finishte in 2:37.00.
De Nederlander Koen Raymaekers had deze wedstrijd aangegrepen om de olympische limiet te lopen. Dit lukte hem niet. Halverwege kwam hij nog door in 1:05.47 en hij finishte in 2:14.25.
Volgens de organisatie namen een recordaantal van 37.500 lopers deel aan het evenement. Hiermee was het de grootste editie aller tijden. Ook werd dit evenement bekeken door 750.000 toeschouwers.

## Uitslagen

### Mannen
| rang   | naam                   | land | tijd    |
| ------ | ---------------------- | ---- | ------- |
| Goud   | Eliud Kipchoge         | KEN  | 2:04.42 |
| Zilver | Wilson Kipsang         | KEN  | 2:04.47 |
| Brons  | Dennis Kimetto         | KEN  | 2:05.50 |
| 4      | Stanley Biwott         | KEN  | 2:06.41 |
| 5      | Tilahun Regassa        | ETH  | 2:07.16 |
| 6      | Sammy Kitwara          | KEN  | 2:07.43 |
| 7      | Javier Guerra          | ESP  | 2:09.33 |
| 8      | Ghebrezgiabhier Kibrom | ERI  | 2:09.36 |
| 9      | Aleksey Reunkov        | RUS  | 2:10.10 |
| 10     | Sergey Lebed           | UKR  | 2:10.21 |
| 11     | Emmanuel Mutai         | KEN  | 2:10.54 |
| 12     | Michael Shelley        | AUS  | 2:11.19 |
| 13     | Scott Overall          | ENG  | 2:13.13 |
| 14     | Anuradha Cooray        | SRI  | 2:13.47 |
| 15     | Koen Raymaekers        | NED  | 2:14.25 |
| 16     | Hermano Ferreira       | POR  | 2:15.53 |
| 17     | Matthew Hynes          | ENG  | 2:16.00 |
| 18     | Bekir Karayel          | TUR  | 2:16.06 |
| 19     | Christian Kreienbühl   | SUI  | 2:17.00 |
| 20     | John Gilbert           | ENG  | 2:18.17 |
| 21     | Aaron Scott            | ENG  | 2:20.49 |
| 22     | Paul Molyneux          | ENG  | 2:21.27 |
| 23     | Stuart Spencer         | ENG  | 2:21.29 |
| 24     | Toby Lambert           | ENG  | 2:21.31 |
| 25     | Cesar-Andres Lizano    | CRC  | 2:21.31 |

### Vrouwen

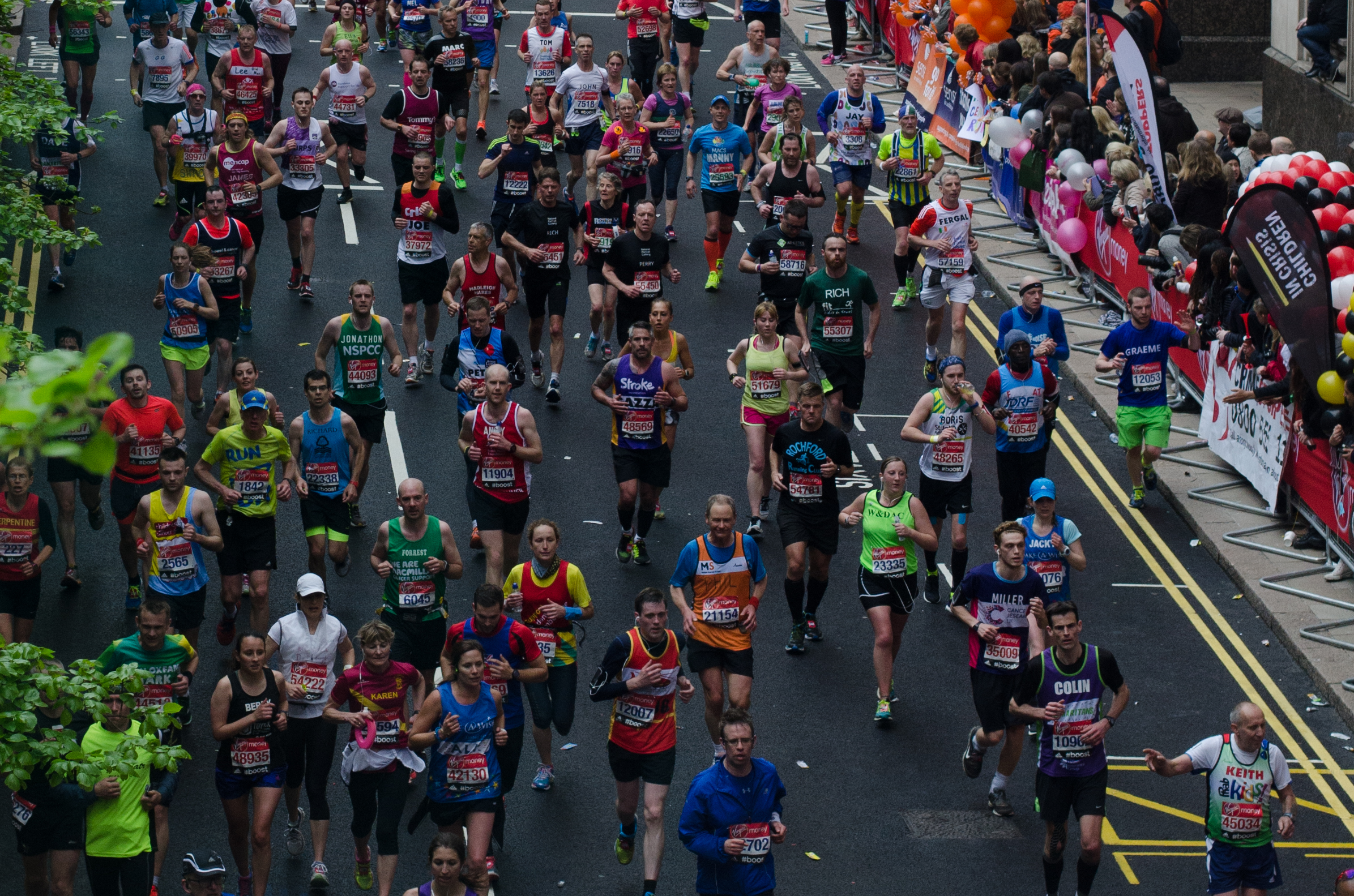
Marathonlopers onderweg

| rang   | naam               | land | tijd    |
| ------ | ------------------ | ---- | ------- |
| Goud   | Tigist Tufa        | ETH  | 2:23.22 |
| Zilver | Mary Keitany       | KEN  | 2:23.40 |
| Brons  | Tirfe Beyene       | ETH  | 2:23.41 |
| 4      | Aselefech Mergia   | ETH  | 2:23.53 |
| 5      | Florence Kiplagat  | KEN  | 2:24.15 |
| 6      | Jemima Jelagat     | KEN  | 2:24.23 |
| 7      | Priscah Jeptoo     | KEN  | 2:25.01 |
| 8      | Ana-Dulce Felix    | POR  | 2:25.15 |
| 9      | Volha Mazuronalk   | BLR  | 2:25.36 |
| 10     | Rakia El Moukim    | MAR  | 2:26.33 |
| 11     | Edna Kiplagat      | KEN  | 2:27.16 |
| 12     | Iwona Lewandowska  | POL  | 2:27.47 |
| 13     | Diane Nukuri       | BDI  | 2:27.50 |
| 14     | Tatjana Petrova    | RUS  | 2:28.42 |
| 15     | Alessandra Aguilar | ESP  | 2:29.45 |
| 16     | Sonia Samuels      | ENG  | 2:31.46 |
| 17     | Mary Davies        | NZL  | 2:34.22 |
| 18     | Emma Stepto        | ENG  | 2:35.41 |
| 19     | Rebecca Robinson   | ENG  | 2:36.51 |

1981 ·
1982 ·
1983 ·
1984 ·
1985 ·
1986 ·
1987 ·
1988 ·
1989 ·
1990 ·
1991 ·
1992 ·
1993 ·
1994 ·
1995 ·
1996 ·
1997 ·
1998 ·
1999 ·
2000 ·
2001 ·
2002 ·
2003 ·
2004 ·
2005 ·
2006 ·
2007 ·
2008 ·
2009 ·
2010 ·
2011 ·
2012 ·
2013 ·
2014 ·
2015 ·
2016 ·
2017